# Răducu-See
Der Răducu-See (rumänisch Lacul Răducu) bildet zusammen mit der gleichnamigen Sandbank ein Schutzgebiet in Natur- und Landschaftsschutz der IUCN-Kategorie IV Biotop- und Artenschutzgebiet im Nationalpark Biosphärenreservat Donaudelta. Er befindet sich auf dem Areal der Gemeinde C. A. Rosetti, im Kreis Tulcea, in Rumänien.

## Beschreibung
Durch das Gesetz Nummer 5 vom 6. März 2000 sowie durch den Gerichtsbeschluss Nr. 2.151 vom 30. November 2004 wurde der Răducu-See zum Naturschutzgebiet von nationaler Bedeutung ausgewiesen. Als Teil des Nationalparks Biosphärenreservat Donaudelta gehört er zum Weltnaturerbe der UNESCO. 
Das Naturschutzgebiet Răducu-See ist ein Feuchtgebiet südlich des Letea-Waldes, auf dem Areal der Gemeinde C. A. Rosetti, mit einer Fläche von 25 km². Es umfasst den Seenkomplex zwischen den Donauarmen Chilia und Sulina, wobei der Răducu-See der weitaus größte ist.

## Fauna
Die Bedeutung dieser Schutzzone beruht vor allem auf dem Fischreichtum der Seen Răducu und Răduculeț. Anzutreffen sind Schleie (Tinca tinca), Flusswels (Silurus glanis), Karpfen (Cyprinus carpio), Hecht (Esox lucius), Flussbarsch (Perca fluviatilis) und Brachse (Abramis brama).

## Flora
Die Flora ist durch zahlreiche Pflanzenarten, die auf sandigem Boden gedeihen, gekennzeichnet. Die Ufer des Răducu-Sees sind mit Quecken (Elymus), Seggen (Carex) und Weiden (Salix) bewachsen, die steppenartigen Wiesen mit Sumpf-Wolfsmilch (Euphorbia palustris) und Steppen-Wolfsmilch (Euphorbia seguieriana) bedeckt und die tiefer gelegenen Feuchtgebiete mit der Bodden-Binse (Juncus gerardii).